# Podlesie (Sowno)
Podlesie – nieoficjalna nazwa części wsi Sowno w Polsce położona w województwie zachodniopomorskim, w powiecie stargardzkim, w gminie Stargard.
W latach 1975–1998 miejscowość administracyjnie należała do województwa szczecińskiego.